# Попков, Валерий Иванович
Вале́рий Ива́нович Попко́в (16 февраля [3 февраля] 1908 — 12 декабря 1984) — советский электротехник, доктор технических наук, академик АН СССР. Герой Социалистического Труда (1978), лауреат Государственной премии СССР (1983).

## Биография
Родился в Москве в семье служащего. Русский. Окончил 10 классов средней школы.
Учился в Московском механико-машиностроительном институте имени Н. Э. Баумана, окончил его в 1930 году. После окончания работал инженером на шахте в городе Днепродзержинске и на металлургическом заводе в Днепропетровске.
С 1932 года работал в Москве во Всесоюзном электротехническом институте имени В. И. Ленина. В 1934 году вышел его отчёт о научно-исследовательской работе, в котором были заложены основы будущих исследований по коронному разряду в воздухе и при очистке газов в электрофильтрах.
С 1936 года руководил высоковольтной лабораторией Конструкторского бюро Народного комиссариата боеприпасов СССР.
В 1943 году Валерий Иванович поступил в аспирантуру Энергетического института имени Г. М. Кржижановского Академии наук СССР (ЭНИН). Одновременно работал в НИИОГАЗ.
В 1946 году защитил кандидатскую диссертацию на тему «Исследование электрического поля коронирующих проводов и теория потерь энергии на биполярную корону на высоковольтных линиях передачи постоянного тока». Она была признана удовлетворяющей требованиям докторской диссертации, и после повторной защиты в 1947 году ему была присуждена степень доктора технических наук. С октября 1948 года — старший научный сотрудник. В 1951 году вступил в КПСС.
23 октября 1953 года был избран членом-корреспондентом АН СССР по Отделению технических наук (электротехника), а 1 июля 1966 года стал действительным членом (академиком) АН СССР по Отделению физико-технических проблем энергетики.
В 1957 году занял должность заместителя директора ЭНИН, с 1959 года заведовал организованной им лаборатории высоких напряжений ЭНИН.
В 1963 году в связи с реорганизацией АН СССР и соответственно Отделения технических наук АН СССР было образовано Отделение физико-технических проблем энергетики АН СССР (ОФТПЭ). В марте 1965 года Валерий Иванович стал заместителем, а марте 1980 года — академиком-секретарём ОФТПЭ. С 1968 года по 1979 год был членом президиума Высшей аттестационной комиссии (ВАК).
С 1974 года по 1978 год Валерий Иванович занимал пост Президента Международной электротехнической комиссии (МЭК), в 1978 году стал вице-президентом МЭК.
Основные работы Попкова были посвящены исследованиям коронного разряда на проводах ЛЭП, электрического разряда в газах и грозозащиты ЛЭП. Внёс значительный вклад в разработку теории короны постоянного и переменного тока. Разработал аналитический метод расчёта электрического поля с объёмным зарядом. Валерий Иванович руководил и принимал непосредственное участие в создании оригинального антенного метода измерения потерь электроэнергии на корону ЛЭП переменного тока. В 1960-е годы способствовал становлению нового научного направления в электротехнике — электронно-ионной технологии, использующей перенос частиц в электрическом поле для выполнения покрытий, сепарации и улучшения свойств материалов. В 1970-1980 годах им выполнены обосновывающие исследования электрической прочности элегаза с целью разработки элегазового электрооборудования.
Также Попков внёс большой организационный и научно-технический вклад в развитие отечественной газоочистки. С 1961 года он являлся бессменным главным редактором журнала «Известия Академии наук СССР. Энергетика и транспорт», многие годы был председателем Научного совета АН СССР по проблеме «Научные основы электрификации и электроэнергетики», организатором и председателем Совета ГКНТ по проблеме «Сильные электрические поля в технологических процессах», являлся членом правления Всесоюзного общества «Знание», принимал активное участие в подготовке научных и научно-педагогических кадров в Московском энергетическом институте.
Академик Попков активно участвовал в работе почти всех международных форумов по энергетике, электротехнике, газовому разряду, конференций и симпозиумов по явлениям в ионизованных газах, разрядам в газах, по вопросам технологического использования сильных электрических полей. Научные семинары с его участием пользовались определённой известностью среди специалистов-«высоковольтников».
Указом Президиума Верховного Совета СССР от 3 февраля 1978 года за большие заслуги в развитии советской науки Попкову Валерию Ивановичу присвоено звание Героя Социалистического Труда.
До конца своих дней работал в Энергетическом институте имени Г. М. Кржижановского. Жил в Москве.
Скончался Валерий Иванович Попков 12 декабря 1984 года. Был похоронен в Москве на Новодевичьем кладбище.

## Награды
- Медаль «Серп и Молот» (03.02.1978)
- Два ордена Ленина (08.08.1967; 03.02.1978)
- орден Октябрьской Революции (29.03.1974)
- орден Трудового Красного Знамени (27.03.1954)
- медали
- Государственная премия СССР (1983)
- Премия АН СССР имени П. Н. Яблочкова